# 校本條例
校本條例是香港立法會於2004年7月通過的《2004年教育（修訂）條例》內的一項教育統籌局政策。政策規定全港中學及小學，必須在2010年前成立向政府註冊的法團校董會，並加入由選舉產生的家長、教師及校友代表。辦學團體代表，將減至佔校董會總人數的6成，學校亦必須列明法團校董會的權力和責任。

## 立法背景
2001年，教統局提出《校本條例》草案。2002年11月，《2002年教育（修訂）條例草案》刋憲並提交立法會審議。 2004年7月8日，立法會通過《2002年教育（修訂）條例草案》，刊憲後，正式成為《2004年教育（修訂）條例》。2005年1月，《校本條例》生效。2005年7月，立法會撥款3.5億元資助學校成立法團校董會。

## 實施情況

### 整體情況
整體來說，直至2006年11月為止，有160間學校成立了法團校董會，50間學校正在等待批核，其餘100間承諾在今年內成立校董會。
由於天主教及泛基督教辦學團體的反對，大約有400間教會學校拒絕成立法團校董會。
教育局表示條例會於2008年檢討。

### 例外
聖公會屬下有150間學校，由於有80多間的校董會，是根據香港《教育條例》來運作的，所以亦受到校本條例影響，不得拒絕成立法團校董會。
但其餘接近70間的校董會，由於在《教育條例》訂立之前已經成立，甚至本身的校董會，已經是寫進香港法例裏的法定組織，所以不受校本條例影響，也毋須成立法團校董會。

## 支持的辦學團體
- 保良局轄下有43所中小學，將分階段註冊為法團校董會。[10][12]
- 香港佛教聯合會有51所。[10]
- 嗇色園有10所。[10]

## 中立的辦學團體
- 東華三院有逾30所。[10]

## 未表態的辦學團體
- 香港道教聯合會。[10]

## 反對的辦學團體

### 反對原因
校本條例通過後，受到天主教和聖公會、循道衛理聯合教會等的基督教教會強烈反對。他們表示，憂慮條例會削弱教會的辦學理念及自主權，並增加校董承擔無法預計的法律訴訟風險及保險上升成本，令法律責任蔓延至教會。
另外，校本條例在理論上使校方更容易被政治組織滲透，不但可能改變辦學團體原有的政治立場，甚至令老師和家長成為政治勢力的動員力量。

### 反對時間表
- 2003年12月17日，教統局考慮削減2004年教育撥款。[17]

校本條例通過後，聖公會成立有限公司，並為旗下80多間中小學的校董會註冊成為有限公司，把每間學校的管理權，在名義上由「聖公會」轉給「聖公宗」的有限公司。這2間公司分別名為聖公宗（香港）中學委員會有限公司及聖公宗（香港）小學監理委員會有限公司。
- 2004年5月24日，教統局指責聖公會，在條例草案刊憲18個月以來，會方從未提出質疑，令人十分疑惑。[18]
- 2004年6月6日，香港聖公會教育幹事夏永豪校長反駁教統局發言人5月24日的聲明，指聲明完全不正確。因為聖公會已經透過辦學團體協會，在2003年3月10日及10月10日致函了立法會教育條例（修訂）2002草案委員會；並在多個聽証會中，在教統局官員都有出席、參與及討論的情況下，陳述了辦學團體在草案下的法律責任問題，所以教統局不能否認不知情，或稱從未聽聞。[18][19]

天主教香港教區主教陳日君指，教統局局長李國章不斷口號式地重複教統局的立場，所以「我們被逼也祇好不厭其煩，重複反駁」3「不是」及1「是」的論據。3「不是」就是，第一：爭論點不是校本管理或民主化；第二：問責與透明度從來不是問題；第三：政府的堅持並不是基於諮詢或討論的結果，更不能說是順應世界趨向；1「是」就是：政府能接納許多修訂，但底線是一定要把校董會法團化，這才是條例的核心。「講穿了，也就是政府要辦學團體權力下放給個別校董會，自己卻攬集大權，直接管制每間學校」。
- 2004年7月5日，天主教陳日君主教在石硤尾聖方濟各堂，出席天主教香港教區正義和平委員會教育事務處，舉行的一個關於「校本條例」的公開論壇。其間他表示，他們會用幾年時間來證明，不用立法規管也可以推動校本管理精神。[21]
- 2004年7月8日，校本條例在立法會以8票之差獲得三讀通過。[5][22][23]
- 2004年7月11日，循道衛理聯合教會特重申立場，堅持以開放之態度管理學校，透過選舉，繼續讓家長、教師及校友加入校董會，參與校政。按照《基本法》第141條，宗教組織可按「原有辦法」繼續興辦學校，堅決保留與屬校現時行之有效之關係及管理模式，發揮領導、統籌、協調及支援之角色。強烈反對以一刀切方式，來強制學校成立法團校董會，並要求立法會全面檢討及採納以不同模式推行校本管理。[24]
- 2004年10月10日，夏永豪指政府動員了全部支持者的力量，以微小的數票優勢強行通過了法例。[25]
- 2005年5月，陳日君主教表示，如果立法會通過撥款資助學校成立法團校董會，教區將會申請司法履核。教統局局長李國章回應時叫主教不要太勞氣。[15]
- 2005年6月20日，立法會議員會見辦學團體代表，其間天主教、聖公會、循道衛理聯合教會及香港道教聯合會的代表，表明反對教統局，利用撥款利誘學校成立法團校董會。[19][26][27]
- 2005年10月16日，聖公會小學監理委員會新任總幹事謝振強校長指，可能有人認為，如果把法團校董會加入教師、家長、校友，便一定具透明度，處事便一定公平、公開、公正！他說，如果有這樣想法的，在邏輯思維上已經根本地出了問題。[28]
- 2005年12月7日，天主教教區，以校本條例違反基本法及教育條例為理由，提出司法履核。[29]
- 2005年12月8日，天主教主教陳日君表示，如果天主教教區敗訴，不能保持辦學理念的話，會關閉97間中、小學的一部分，交還政府。[5][7][15][29]
- 2006年6月12日，聖公會鄺廣傑前大主教在香港電台的香港家書節目中表示，希望校本條例草案，不會是一條惡法，因為各界人士也看到條例有很多漏洞和陷阱。[30]
- 2006年10月12至13日，高等法院連續2天聽取天主教和教育統籌局代表律師在校本條例司法履核的理據。[15][31]
- 2006年11月23日，高等法院判天主教教區敗訴，指教區在管理學校上沒有「特權」，條例亦沒有牴觸香港基本法。[2][32][33][34]

- 聖公會教育幹事夏永豪，在敗訴後表示，對判決感到非常失望，指政府破壞了與聖公會150年來的合作伙伴關係，並支持天主教上訴，因為日後政府有可能接管所有聖公會辦學權，現在只能見步行步。但他補充說「正義會在我們這邊」。[12]

同日，循道衛理聯合會學校教育部執行幹事袁天佑表示，法庭裁定校本條例合法，但合法不等於合理。循道衛理會表示他們支持校本管理，亦贊同教師和家長加入校董會，但他們堅決反對校董會要註冊為法團校董會，並堅持循道衛理學校不會成立法團校董會。津貼小學議會主席蔡楷俊表示，教統局「贏官司，也要贏民心」。
- 2006年12月15日，袁天佑表示，局方與辦學團體的夥伴關係已被破壞，「大家都輸了，（訴訟）輸贏亦無意義。」希望政府在2008年檢討政策時，同時檢討其他校本管理方法的成效。主教陳日君表示，「我們（天主教）多年來幫手辦教育，政府這樣對我們，實在是無良心。」李國章回應時叫主教不要太勞氣，稱若果天主教繼續要告下去，他亦無辦法，並表示遺憾。他指成立法團校董會後，「天主教學校一樣要祈禱、唸聖經。」，不會影響學校的宗教發展。他亦質疑在現時講民主的大趨勢下，不給學校有更大民主是否正確。[12][35][36][37]
- 2007年1月，天主教教區就司法覆核提出上訴。
- 2007年11月30日，有消息指，天主教與教育局雙方願意透過商討，解決校本條例的爭拗。天主教教區提出，教育局若願意放寬規定容許豁免，教區便願意庭外和解。[2][38]
- 2008年3月14日，天主教與教育局雙方一同向高等法院申請暫緩令，希望爭取多一些時間來達成協議。[39]
- 2011年6月30日，循道衛理聯合教會在報章刊登聲明，反對成立法團校董會，並表明屬下19間中小學，不會在限期前按《教育條例》，成立法團校董會。[40]
- 2011年10月20日，天主教教區就《校本條例》提出的違憲申訴，遭終審法院裁定敗訴，令教區將失去對屬下學校的全面控制。樞機陳日君絕食三日抗議，以此結束教區就《校本條例》長達六年訴訟。[41][42]

## 註腳
1. ↑  校本條例知多少? 的存檔，存档日期2008-02-16. - 香港教育城2004年5月12日
2. 1 2 3 4  團體感奪權　拒設法團校董會 （页面存档备份，存于） - 明報 (新浪網轉載) 2007年11月30日, 2008年6月7日 索取
3. 1 2  有關法團校董會的問與答[永久] - 香港教育局
4. 1 2  辦學團體憂削自主權 （页面存档备份，存于） - 太陽報2006年11月24日
5. 1 2 3  教育改革令學生更聰明 （页面存档备份，存于） - 英文虎報 2004年12月30日, 2008年5月31日 索取 (英文)
6. ↑  「校董會法團化」給教會的挑戰和機遇 （页面存档备份，存于） - 偉文文庫2004年8月12日
7. 1 2  天主教指《校本條例》違反《基本法》申請司法覆核 （页面存档备份，存于） - 基督日報2005年12月9日
8. ↑  《校本條例》覆核敗訴 - 蘋果日報2006年11月24日
9. ↑  香港天主教團体起訴校本條例案敗訴 Archive.today的存檔，存档日期2012-09-09 - 自由亞洲電台2006年11月23日
10. 1 2 3 4 5 6  支持及反對《校本條例》辦學團體紛紛表態 的存檔，存档日期2011-07-24. - 香港聖公會教省2004年6月6日
11. ↑  聖保羅書院法律地位 - 維基百科
12. 1 2 3 4  聖公會支持上訴「正義會在我們這邊」 （页面存档备份，存于） - 明報 (新浪網轉載) 2006年11月23日, 2008年6月3日 索取
13. ↑  陰謀論 （页面存档备份，存于） - 英文虎報 2003年12月15日, 2008年5月31日 索取 (英文)
14. ↑  教會尋求裁泱 （页面存档备份，存于） - 英文虎報 2005年12月8日, 2008年6月5日 索取 (英文)
15. 1 2 3 4 5  教會為主權而戰 （页面存档备份，存于） - 英文虎報 2006年10月14日, 2008年5月31日 索取
16. 1 2  聖公會買重三千萬保險 （页面存档备份，存于） - 星島日報2006年10月19日, 2007年12月9日 索取
17. ↑  辦學團體盼早悉削款安排[] - 星島日報2003年12月17日, 2007年12月9日 索取
18. 1 2 3  香港聖公會教育幹事夏永豪校長表示教統局的聲明完全不正確，一直忽視辦學團體的意見 （页面存档备份，存于） - 香港聖公會教省「教聲」2004年6月6日
19. 1 2  校本條例的憤怒 （页面存档备份，存于） - 英文虎報 2005年6月23日, 2008年6月5日 索取
20. ↑  李局長逼我們再談「所謂校本條例」 （页面存档备份，存于） - 天主教香港教區 2004年5月24日, 2008年6月2日 索取
21. ↑  天主教正義和平委員會舉行校本條例的公開論壇 的存檔，存档日期2011-07-24. - 香港聖公會教省 2004年7月11日, 2007年12月9日 索取
22. ↑  教统局官員無懼主教威脅 （页面存档备份，存于） - 英文虎報 2005年6月21日, 2004年7月7日 索取 (英文)
23. ↑  激辯13小時　議員大罵戰　校本條例通過教會拒執行 - 蘋果日報2004年7月8日
24. ↑  循道衛理聯合教會對《教育修訂條例》的回應 的存檔，存档日期2011-07-24. - 香港聖公會教省2004年7月11日
25. ↑  聖三一堂教育主日講道　以愛為本的教育 (上) 的存檔，存档日期2011-07-24. 聖公會教育幹事夏永豪 - 香港聖公會教省2004年10月10日
26. ↑  宗教團體對校本條例憤怒 （页面存档备份，存于） - 英文虎報 2005年6月21日, 2008年6月5日 索取 (英文)
27. ↑  羅太： 15%學校亂花公帑 - 蘋果日報 2005年6月21日, 2008年6月5日 索取
28. ↑  謝振強總校長專訪（二） 的存檔，存档日期2011-07-24. - 香港聖公會教省2005年10月16日
29. 1 2  陳日君: 或要關閉部份學校 （页面存档备份，存于） - 英文虎報 2005年12月9日, 2008年6月5日 索取 (英文)
30. ↑  香港家書——為了孩子們的明天 的存檔，存档日期2011-07-24. - 香港家書，香港電台/香港聖公會教省2006年6月12日
31. ↑  校本改革恐懼「無理由」 （页面存档备份，存于） - 英文虎報 2006年10月13日, 2008年5月31日 索取 (英文)
32. ↑  教區覆核敗訴 （页面存档备份，存于） - 英文虎報 2006年11月24日, 2008年6月3日 索取 (英文)
33. ↑  校本條例司法覆核教區敗訴 （页面存档备份，存于） - 香港電台2006年11月23日
34. ↑  教統局歡迎高等法院就校本條例判政府勝訴 （页面存档备份，存于） - 香港電台2006年11月23日
35. ↑  陳日君誓言上訴 （页面存档备份，存于） - 英文虎報 2006年12月15日, 2008年5月31日 索取 (英文)
36. ↑  天主教向終院上訴「校本條例」 （页面存档备份，存于） - 星島日報 2006年12月15日
37. ↑  聖公會：對裁決感失望 （页面存档备份，存于） - 香港電台 2006年11月23日
38. ↑  孫明揚:校本絛例爭拗可望庭外和解 （页面存档备份，存于） - 英文虎報 2007年12月1日, 2008年5月31日 索取 (英文)
39. ↑  天主教有望和教育局達成協議 （页面存档备份，存于） - 英文虎報 2008年3月14日, 2008年5月31日 索取 (英文).
40. ↑  循道衛理教會刊聲明反對成立法團校董會 - 香港電台 2011年6月30日
41. ↑  陳日君：教區不放棄辦學 「校本條例」敗訴禁食三日 - 頭條日報 2011年10月20日
42. ↑  教會敗訴，陳日君將絕食抗議 （页面存档备份，存于） - 南華早報 2011年10月20日

## 參看
- 李國章
- 羅范椒芬

## 外部連結
- 香港特別行政區憲報《2004年教育 (修訂) 條例》
- 立法會《2002年教育（修訂）條例草案》委員會 （页面存档备份，存于）
- 香港聖公會教省 （页面存档备份，存于）
- 聖公宗（香港）小學監理委員會有限公司 （页面存档备份，存于）
- 香港循道衛理聯合教會 （页面存档备份，存于）
- 天主教香港教區 （页面存档备份，存于）